# Singles: Flirt Up Your Life
Singles: Flirt Up Your Life ― компьютерная игра в жанре симулятора социальных взаимодействий, разработанная немецкой студией Rotobee и изданная Deep Silver в 2004 году. Сиквел, Singles 2: Triple Trouble, вышел в 2005 году.

## Выход
Организация ESRB присвоила Singles рейтинг Adults Only (с англ. — «Только для взрослых»), в связи с чем физические копии игры без цензуры не могли продаваться вне специализированных магазинов. Поэтому Eidos Interactive, издатель игры на территории Северной Америки, решили распространять игру через интернет.
В июне 2004 года было анонсировано дополнение Singles: Threesomes, в котором планировалось добавить возможность группового секса между персонажами, а также улучшения визуальной составляющей игры, однако из-за выхода The Sims 2 издатель решил начать разработку полноценного сиквела — Singles 2: Triple Trouble.

## Критика
| Сводный рейтинг       | Сводный рейтинг |
| Агрегатор             | Оценка          |
| --------------------- | --------------- |
| GameRankings          | 60,11 %         |
| Metacritic            | 58/100          |
| Иноязычные издания    |                 |
| Издание               | Оценка          |
| CGW                   | [ 8 ]           |
| GameRevolution        | C+              |
| GameSpot              | 6,2/10          |
| GameSpy               | [ 11 ]          |
| GameZone              | 6,8/10          |
| IGN                   | 7,0/10          |
| Jeuxvideo.com         | 12/20           |
| PC Gamer (US)         | 60 %            |
| PC Zone               | 48/100          |
| Русскоязычные издания |                 |
| Издание               | Оценка          |
| Absolute Games        | 51 %            |
| Game.EXE              | [ 18 ]          |
| «PC Игры»             | 7,5/10          |
| «Игромания»           | 7,5/10          |
| «НИМ»                 | 8,0/10          |
| «Страна игр»          | 7,5/10          |
| «Шпиль!»              | 9/12            |
| Награды               |                 |
| Издание               | Награда         |
| «НИМ»                 | «Лучший клон»   |

Согласно Metacritic, игра получила «смешанные отзывы» от критиков.